# Sant Llorenç Savall
Sant Llorenç Savall ist eine katalanische Gemeinde in der Provinz Barcelona im Nordosten Spaniens. Sie liegt in der Comarca Vallès Occidental.
Die Cova Simanya Gran ist eine von fünf Höhlen am Gipfel des Montcau (1.056 m), im Massiv Sant Llorenç del Munt in Sant Llorenç Savall

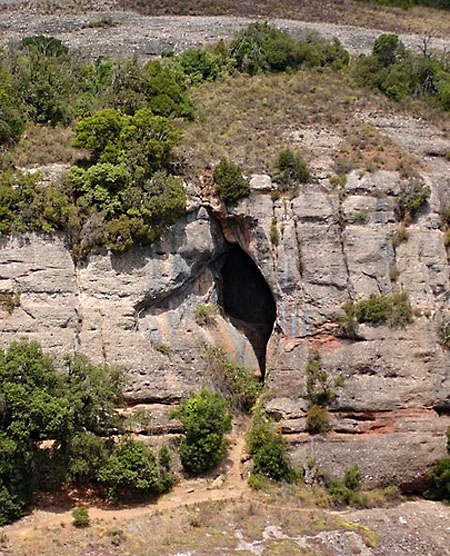
Cova Simanya Gran

## Persönlichkeiten
- Juan Matías Solá y Farrell (1884–1973), römisch-katholischer Ordensgeistlicher, Apostolischer Vikar von Bluefields